# Troy Herfoss
Troy Herfoss (Goulburn, 4 febbraio 1987) è un pilota motociclistico australiano ex pilota di dirt track, partecipante al campionato AMA Supermoto. È uno dei più giovani superiders del campionato (debutto nel campionato AMA a 18 anni). Detiene inoltre un titolo nazionale australiano supermoto vinto all'età di 19 anni.

## Carriera
Dal 2007 corre nel Team KTM Red Bull HMC, con il quale vince il campionato 450cc nel 2008, divenendo a 21 anni il più giovane campione AMA Supermoto insieme a Ben Carlson e Grant Langston. Dal 2009 torna in Australia per correre il campionato nazionale Supersport, passando nel team ufficiale Suzuki l'anno successivo. Nel 2012 disputa alcune prove del British Superbike Championship con un'Aprilia senza ottenere punti. Nel 2016 vince il campionato australiano Superbike in sella ad una Honda CBR1000RR SP.
Nel 2018 partecipa, in qualità di wild card, al Gran Premio d'Australia del Campionato mondiale Superbike. Guida una Honda CBR1000RR gestita dal team locale Penrite Racing, ma non ottiene punti validi per la classifica mondiale. Nella stessa stagione vince il secondo titolo australiano Superbike. Si presenta nuovamente, all'edizione 2019 della gara australiana, con lo stesso Team e la stessa motocicletta della stagione precedente. Anche in questa occasione non ottiene punti. Nel 2023 conquista il terzo titolo australiano Superbike.

## Risultati in gara nel mondiale Superbike
| 2018 | Moto  |     |    |  |  |  |  |  |  |  |  |  |  |  |  |  |  |  |  |  |  |  |  |  |  |  |  |  |  | Punti | Pos. |
| ---- | ----- | --- | -- |  |  |  |  |  |  |  |  |  |  |  |  |  |  |  |  |  |  |  |  |  |  |  |  |  |  | ----- | ---- |
| 2018 | Honda | Rit | NP |  |  |  |  |  |  |  |  |  |  |  |  |  |  |  |  |  |  |  |  |  |  |  |  |  |  | 0     |      |

| 2019 | Moto  |     |    |     |  |  |  |  |  |  |  |  |  |  |  |  |  |  |  |  |  |  |  |  |  |  |  |  |  |  |  |  |  |  |  |  |  |  |  |  |  |  |  | Punti | Pos. |
| ---- | ----- | --- | -- | --- |  |  |  |  |  |  |  |  |  |  |  |  |  |  |  |  |  |  |  |  |  |  |  |  |  |  |  |  |  |  |  |  |  |  |  |  |  |  |  | ----- | ---- |
| 2019 | Honda | Rit | 16 | Rit |  |  |  |  |  |  |  |  |  |  |  |  |  |  |  |  |  |  |  |  |  |  |  |  |  |  |  |  |  |  |  |  |  |  |  |  |  |  |  | 0     |      |

| Legenda | 1º posto        | 2º posto            | 3º posto           | A punti      | Senza punti        | Grassetto – Pole position Corsivo – Giro più veloce |
| Legenda | Gara non valida | Non qual./Non part. | Ritirato/Non class | Squalificato | '-' Dato non disp. | Grassetto – Pole position Corsivo – Giro più veloce |

## Palmarès
- 2002: 2º posto Campionato Australiano Dirt-Track Junior 80/100cc
- 2002: 5º posto Campionato Australiano Dirt-Track Junior 125cc
- 2003: 4º posto Campionato Australiano Long-Track 250cc
- 2003: 4º posto Campionato Australiano Long-Track Over 450cc
- 2003: 20º posto Campionato Australiano Supermoto S1 (1 gara su 6) (su Husaberg)
- 2004: 3º posto Campionato Australiano Kawasaki Connection 500cc
- 2004: 3º posto Campionato Australiano Long-Track 250cc
- 2004: 2º posto Campionato Australiano Long-Track Over 450cc
- 2004: Campione Australiano Dirt-Track 250cc
- 2004: Campione Australiano Dirt-Track 450cc
- 2004: 6º posto Campionato Australiano Supermoto S2 (su Husqvarna)
- 2005: 4º posto Campionato Australiano Supermoto S2 (su Husqvarna)
- 2005: 4º posto Campionato Australiano Supermoto S1 (su Husqvarna)
- 2005: 14º posto Campionato AMA Supermoto (su Husqvarna)
- 2005: 3º posto Campionato AMA Supermoto Unlimited (su Husqvarna)
- 2005: 40º posto Campionato del Mondo Supermoto S2 (2 gare su 8) (su Husqvarna)
- 2006: Campione Australiano Supermoto S2 (su Husqvarna)
- 2006: 6º posto Campionato AMA Supermoto (su Husqvarna)
- 2006: 18º posto X-Games Supermoto di Los Angeles (su Husqvarna)
- 2007: 20º posto Campionato Australiano Supermoto S2 (su KTM)
- 2007: 3º posto Campionato AMA Supermoto (su KTM)
- 2007: 9º posto X-Games Supermoto di Los Angeles (su KTM)
- 2008: Medaglia d'argento Navy Moto-X World Championship (su KTM)
- 2008: Campione AMA Supermoto (su KTM)
- 2008: 9º posto X-Games Supermoto di Los Angeles (su KTM)
- 2009: 5º posto Campionato Australiano Supersport (su Suzuki)
- 2010: Campione Australiano Supersport (su Suzuki)
- 2016: Campione Australiano Superbike (su Honda)
- 2018: Campione Australiano Superbike (su Honda)
- 2023: Campione Australiano Superbike (su Honda)